# Delia Casanova
Delia Casanova (Poza Rica, Veracruz; 4 de novembro de 1948) é uma atriz mexicana.

## Filmografia

### Televisão
- La doble vida de Estela Carrillo (2017) .... Herminia
- Lo imperdonable (2015) .... Matilde
- La fuerza del destino (2011) .... Carlota Vda. de Curiel
- Locas de amor (2009) .... Cruz
- Cuidado con el ángel (2009) .... Márgara Riquelme
- Alma de hierro (2008) .... Madre Perpetua
- Tormenta en el paraíso (2007-2008) .... Micaela Trinidad
- S.O.S.: Sexo y otros Secretos (2007)
- Mujer, casos de la vida real (2006)
- La esposa virgen (2005) .... Clemencia
- Sin pecado concebido (2001) .... Sor Jovita
- Rayito de luz (2000-2001) .... Gertrudis Montes
- Nunca te olvidaré  (1999) .... Doña Carmen
- La culpa (1996) .... Graciela
- La paloma (1995) .... Elsa
- Los parientes pobres (1993) .... Eloísa de Olmos
- Cadenas de amargura (1991) .... Natalia Vizcaíno Lara
- Luz y sombra (1989) .... Mercedes "Meche" de Suárez
- Pasión y poder (1988) .... Dolores
- Cicatrices del alma (1986) .... Blanca
- De pura sangre (1985-1986) .... Laura Blanchet
- La pasión de Isabela (1984) .... Natalia "La Peregrina"
- Toda una vida (1981) .... Moravia Castro
- El que sabe sabe (1980)
- Caminemos (1980) .... Violeta

### Cinema
- La suerte está echada (2011)
- Forever Lupe (2009)
- Arráncame la vida (2008)
- Todos hemos pecado (2008)
- Mas que a nada en el mundo (2006)
- Como tú me has deseado (2005)
- La ley de herodes (1999)
- En un claroscuro dela luna (1999)
- Sobrenatural (1996)
- Entre Pancho Villa y una mujer desnuda (1996)
- Bésame en la boca (1995)
- El callejón de los milagros (1995)
- Otoñal (1993)
- Memoria del cine mexicano (1993)
- El bulto (1992)
- Una moneda en el aire (1992)
- Después del sismo (1991)
- Recuerdo de domingo (1990)
- Esperanza (1988)
- Mentiras piadosas (1987)
- Historias violentas (1985)
- Los motivos de Luz (1985)
- El escuadrón de la muerte  (1985)
- Eréndira  (1983)
- Los gemelos alborotados (1982)
- Alsino y el cóndor (1982)
- El día que murió Pedro Infante (1982)
- El infierno de todos tan temido (1981)
- Que viva Tepito (1981)
- Algo sobre Jaime Sabines (1980)
- Llovizna (1978)
- Cuartelazo (1977)
- El viaje (1977)
- El esperado amor desesperado (1976)
- El apando (1976)
- El cumpleaños del perro (1975)
- Palacio chino (1972)

## Prêmios e indicações

### TVyNovelas
| Ano  | Categoria                    | Telenovela            | Resultado |
| ---- | ---------------------------- | --------------------- | --------- |
| 2012 | Melhor atriz principal       | La fuerza del destino | Venceu    |
| 2006 | Melhor atriz principal       | La esposa virgen      | Venceu    |
| 1992 | Melhor atriz co-protagonista | Cadenas de amargura   | Indicado  |
| 1986 | Melhor atriz juvenil         | De pura sangre        | Indicado  |